# Associazione internazionale del colore
 L'Associazione internazionale del colore (AIC, sigla che corrisponde al suo nome francese, Association internationale de la couleur), è una società culturale il cui scopo  è quello di favorire la ricerca in tutti gli aspetti del colore, di diffondere le conoscenze ricavate da questa ricerca, e di promuovere su base internazionale la sua applicazione alla soluzione di problemi nei settori della scienza, dell'arte, del design e dell'industria. L'AIC intende cooperare strettamente su temi riguardanti il colore con organizzazioni internazionali esistenti, come per esempio la Commissione internazionale dell'illuminazione (CIE), l'Organizzazione internazionale per la standardizzazione (ISO), e la Commissione internazionale per l'ottica (ICO). L'AIC non intende duplicare l'attività di questi organismi né assumere alcuna delle loro responsabilità. 

## Storia
L'AIC è stata fondata il 21 giugno 1967 a Washington DC, Stati Uniti, durante la 16ª Sessione della CIE (Commission Internationale de l'Éclairage).
Il primo presidente fu:
- William David Wright (1967-1969, Gran Bretagna).

I presidenti che hanno seguito Wright sono stati: 
- Yves LeGrand (1970-1973, Francia),
- Tarow Indow (1974-1977, Giappone),
- C. James Bartleson (1978-1981, Stati Uniti),
- Robert William G. Hunt (1982-1985, Gran Bretagna),
- Heinz Terstiege (1986-1989, Germania),
- Alan R. Robertson (1990-1993, Canada),
- Lucia R. Ronchi (1994-1997, Italia),
- Mitsuo Ikeda (1998-2001, Giappone),
- Paula J. Alessi (2002-2005, Stati Uniti),
- José Luis Caivano (2006-2009, Argentina),
- Berit Bergström (2010-2013, Svezia),
- Javier Romero (2014-2015, Spagna),
- Nick Harkness (2016-2017, Australia),
- Tien-Rein Lee (2018-2019, Taiwan),
- Vien Cheung (2020-2021, Gran Bretagna),
- Leslie Harrington (2022-2023, Stati Uniti),
- Maurizio Rossi (2024-2025, Italia).

## Congressi
L'AIC organizza un congresso internazionale del colore ogni quattro anni. Ha anche il compito di organizzare convegni intermedi che hanno luogo due anni dopo il congresso, e convegni periodici che hanno luogo ogni due anni, il primo e il terzo dopo i congressi. I congressi accolgono lavori originali in tutti i temi e settori riguardanti il colore. I convegni intermedi e periodici invece sono orientati su temi specifici; ogni convegno si concentra su un aspetto particolare del colore. Gli articoli presentati ai congressi e ai convegni sono pubblicati negli Atti.

## Membri
Membri regolari dell'AIC sono associazioni del colore appartenenti a paesi o regioni diversi. Inoltre, l'AIC accoglie membri singoli (persone), e membri associati (altre associazioni internazionali pertinenti).

## Comitato esecutivo
Il comitato esecutivo dell'AIC è composto di sette persone: un presidente, un vicepresidente, un segretario/tesoriere, e quattro membri ordinari. Questo comitato, i cui sette membri devono appartenere a paesi diversi, viene rinnovato ogni quattro anni per mezzo di elezioni che hanno luogo nelle assemblee che si tengono durante i congressi.

## Premio Judd
Dal 1975, ogni due anni, l'AIC assegna un premio internazionale a ricercatori singoli, o a piccoli gruppi di ricercatori, in riconoscimento di straordinari contributi alla scienza del colore: l'onorificenza Deane B. Judd. La selezione prevede una procedura complessa che comprende nomine da parte di membri AIC  e l'analisi del curriculum dei nominati da parte di un comitato composto dai precedenti vincitori del premio. I ricercatori nel campo del colore che hanno ricevuto questo premio sono:
- 1975: Dorothy Nickerson (Stati Uniti);
- 1977: William David Wright (Gran Bretagna);
- 1979: Günter Wyszecki (Germania, Stati Uniti, Canada);
- 1981: Manfred Richter (Germania);
- 1983: David L. MacAdam (Stati Uniti);
- 1985: Leo M. Hurvich and Dorothea Jameson (Stati Uniti);
- 1987: Robert William G. Hunt (Gran Bretagna);
- 1989: Tarow Indow (Giappone, Stati Uniti);
- 1991: Johannes J. Vos e Pieter L. Walraven (Paesi Bassi);
- 1993: Yoshinobu Nayatani (Giappone);
- 1995: Heinz Terstiege (Germania);
- 1997: Anders Hård, Gunnar Tonnquist e Lars Sivik (Svezia);
- 1999: Fred W. Billmeyer Jr. (Stati Uniti);
- 2001: Roberto Daniel Lozano (Argentina);
- 2003: Mitsuo Ikeda (Giappone);
- 2005: John B. Hutchings (Gran Bretagna);
- 2007: Alan R. Robertson (Canada);
- 2009: Arne Valberg (Norvegia);
- 2011: Lucia Ronchi (Italia);
- 2013: Roy S. Berns (Stati Uniti);
- 2015: Françoise Viénot (Francia);
- 2017: Ming Ronnier Luo (Gran Bretagna);
- 2019: Hirohisa Yaguchi (Giappone);
- 2021: John McCann (Stati Uniti);
- 2023: Rolf G. Kuehni (Stati Uniti).